# Phil Jutzi
Philipp Jutzi, auch Piel Jutzi (* 22. Juli 1896 in Altleiningen; † 1. Mai 1946 in Neustadt an der Weinstraße) war ein deutscher Kameramann und Filmregisseur.

## Leben
Der Sohn eines Schneidermeisters besuchte nach Beendigung der Volksschule und autodidaktischen Malversuchen eine Kunstgewerbeschule. 1916 arbeitete er als Plakatmaler für ein kleines Kino im Schwarzwald. Im Ersten Weltkrieg war er wegen eines körperlichen Gebrechens dienstuntauglich gestellt und lediglich für „Hilfsdienste“ eingeteilt. Ab 1919 führte er bei der Internationalen Film-Industrie GmbH (ifi) in Heidelberg, die auf Detektiv- und Wildwestfilme spezialisiert war, Regie. 1923 heiratete er Emmy Philippine Zimmermann, die Schwester des Schauspielers Holmes Zimmermann, der später Hauptdarsteller einiger seiner Filme wurde; im Mai 1926 wurde eine Tochter, Gisela, geboren.
1925 ging Phil Jutzi nach Berlin, wo er über die Internationale Arbeiterhilfe (IAH) zum kommunistischen Film-Kartell Welt-Film kam, bei dem er als Kameramann aktuelle Ereignisse drehte. 1928/29 entstand hier unter seiner Regie der halbdokumentarische Film Um’s tägliche Brot (Hunger in Waldenburg). Ab 1926 arbeitete Jutzi als Regisseur bei der proletarischen Prometheus Film, wo er u. a. an der Produktion der deutschen Tonfassung des sowjetischen Films Panzerkreuzer Potemkin mitwirkte und sich – u. a. mit dem Film Mutter Krausens Fahrt ins Glück (1929) – zum führenden Regisseur des „proletarischen“ Films entwickelte. Nachdem finanzielle Schwierigkeiten eine geplante Verfilmung von Anna Seghers’ Novelle Aufstand der Fischer von St. Barbara mit Asta Nielsen unmöglich machten und Jutzis Verbitterung wuchs, trat er Ende 1929 auch aus der KPD aus, deren Mitglied er seit Anfang 1928 gewesen war.
Die Änderung seines Vornamens in die Pfälzer Dialektform „Piel“ (Anfang der 1920er-Jahre) führte 1931 zu einem Prozess mit dem Schauspieler und Regisseur Harry Piel, den Jutzi verlor. Seitdem führte er wieder den Vornamen „Phil“.
Auf die Fertigstellung der Alfred-Döblin-Verfilmung Berlin – Alexanderplatz (1931) mit Heinrich George als Franz Biberkopf folgte eine politische Neuorientierung. Zum 1. April 1933 trat Phil Jutzi der NSDAP bei (Mitgliedsnummer 1.774.101), in der er Blockleiter war, einen Monat später folgte die Mitgliedschaft in der NSBO Film. Unter dem Nationalsozialismus entwickelte Jutzi sich zu einem produktiven Kurzfilmregisseur; von 1933 bis 1941 entstanden unter seiner Regie nicht weniger als 49 Kurzfilme. Die Produktion langer Spielfilme war ihm wegen seiner politischen Vorgeschichte zunächst nicht erlaubt. 1934/35 führte Jutzi Regie in dem Spionagefilm Lockspitzel Asew, einer österreichisch-deutschen Koproduktion mit Fritz Rasp und Olga Tschechowa, und anschließend in dem österreichischen Spionagedrama Der Kosak und die Nachtigall (mit Iván Petrovich und Jarmila Novotná). Ein renommierter Starregisseur wurde Jutzi nicht und auch seine finanziellen Verhältnisse blieben bis zum Ende seines Lebens schwierig.
In den 1940er Jahren verschlechterte sich Phil Jutzis Gesundheit und machte ihn trotz einer Festanstellung als Chef-Kameramann bei der Reichspost-Fernseh-Gesellschaft (1942) und einem Engagement bei der Berliner Lex-Film, wo Jutzi im Auftrag der Reichsanstalt für Film und Bild in Wissenschaft und Unterricht (RWU) einige Kulturfilme produzieren sollte, weitgehend arbeitsunfähig. Nach dem Ende des Zweiten Weltkrieges ging er zurück in seine Heimat Altleiningen, starb aber bereits im folgenden Jahr.

## Filmografie
- 1913: Fiesko
- 1919: Bull Arizona – Der Wüstenadler
- 1919: Das blinkende Fenster
- 1919: Der maskierte Schrecken
- 1919: Die das Licht scheuen...! Aus dem Tagebuch des Meisterdetektivs Ferry White
- 1919: Die Rache der Banditen
- 1920: Bull Arizona 2. Teil: Das Vermächtnis der Prärie
- 1920: Das deutsche Lied. Henkerskarren und Königsthron
- 1920: Der Fremde mit der Teufelsfratze
- 1920: Feuerteufel
- 1920: Red Bull, der letzte Apache
- 1921: Die Piraten des Rio Negro
- 1921: Rote Rache
- 1922: Der graue Hund. Greyhound
- 1925: Die große Gelegenheit. Raub in der Zentralbank
- 1925: Fröhlich Pfalz – Gott erhalt's
- 1926: Kladd und Datsch, die Pechvögel
- 1927: Die rote Front marschiert
- 1927: Kindertragödie
- 1928: Salamandra
- 1929: 1. Mai – Weltfeiertag der Arbeiterklasse
- 1929: Blutmai 1929
- 1929: Der lebende Leichnam
- 1929: Klippen der Ehe
- 1929: Mutter Krausens Fahrt ins Glück
- 1929: Um’s tägliche Brot (Hunger in Waldenburg)
- 1930: 100 000 unter roten Fahnen. Solidaritätstag der I.A.H., Bezirk Berlin-Brandenburg 1930
- 1930: Die Todeszeche
- 1930: Zeitprobleme. Wie der Arbeiter wohnt
- 1931: Berlin – Alexanderplatz
- 1932: Was gibt's Neues heut?
- 1933: Die Goldgrube
- 1933: Eine wie Du
- 1933: Tempo, Carlo, Tempo
- 1934: Adam, Eva und der Apfel
- 1934: Am Telefon wird gewünscht
- 1934: Aufschnitt
- 1934: Bitte ein Autogramm!
- 1934: Carlos schönstes Abenteuer
- 1934: Das Geschäft blüht
- 1934: Der Bart ist ab
- 1934: Die einsame Villa
- 1934: Dr. Bluff
- 1934: Ein falscher Fünfziger
- 1934: Ein fideles Büro
- 1934: Ferner liefen
- 1934: Frau Eva wird mondain!
- 1934: Halb und halb
- 1934: Herr Mahler in tausend Nöten
- 1934: Herr oder Diener
- 1934: Ich tanke, Herr Franke
- 1934: Ich versichere Sie
- 1934: Los Nr. 13013
- 1934: Mausi
- 1934: Mucki
- 1934: Tante Mariechen
- 1934: Und sie singt doch
- 1934: Warum so aufgeregt?
- 1935: Anekdoten um den Alten Fritz
- 1935: Der Kosak und die Nachtigall
- 1935: Die Frauen haben es leicht
- 1935: Lockspitzel Asew
- 1936: Das häßliche Entlein
- 1936: Die lange Grete
- 1936: Heiteres und Ernstes um den großen König
- 1936: Münchhausens neuestes Abenteuer
- 1936: Wie ein Wunder kam die Liebe
- 1936: Zeugen gesucht
- 1937: Alkohol und Steuerrad
- 1937: Der andere Mann
- 1937: Die Seitensprünge des Herrn Blohm
- 1937: Die Unterschlagung
- 1937: Es wird nichts so fein gesponnen
- 1937: Ferngespräch mit Hamburg
- 1937: Frauen wollen betrogen sein
- 1937: Pension Elise Nottebohm
- 1937: Sparkasse mit Likör
- 1937: Wiederseh'n macht Freude
- 1938: Der Haustyrann
- 1938: Der Schein trügt
- 1938: Es kann der Beste nicht in Frieden leben
- 1938: Wir marschieren mit
- 1939: Das Fenster im 2. Stock
- 1939: Das Gewehr über!
- 1939: Die Sache mit dem Hermelin
- 1940: Überfall auf Zelle 7 (Fernsehfilm)
- 1940: Der Strom (Fernsehfilm)
- 1941: Schulgymnastik für Mädchen 12- bis 16-jährig
- 1942: So ein Früchtchen
- 1943: Schulgymnastik für Mädchen 6- bis 9-jährig
- 1944: Ackerbodenbearbeitung
- 1944: Beerenobstpflanzung und Schnitt
- 1944: Bodenbearbeitung im Garten
- 1944: Brandenburg-Preußen, Potsdam
- 1944: Großmarkthalle
- 1944: Kindergymnastik
- 1944: Richtiges Tragen von Lasten
- 1944: Ziegen und Lämmer
- 1945: Flüssigkeitswechselgetriebe